# 42e régiment d'infanterie territoriale
Le 42e régiment d'infanterie territoriale est un régiment d'infanterie de l'armée de terre française qui a participé à la Première Guerre mondiale.

## Création et différentes dénominations
Le régiment reçoit son numéro par décret du 19 mars 1875, en prévision de la mobilisation.

## Drapeau
Il porte, cousues en lettres d'or dans ses plis, les inscriptions suivantes :
- Verdun 1916-1917

## Personnages célèbres ayant servi au42eRIT
- Camille Albert, architecte ;
- Joseph Rassinier, homme politique de gauche, père de Paul Rassinier.